# Бистрица-Вьоса
Бистрица-Вьоса е хипотетична линия, свързваща Егейско и Адриатическо море, минаваща от устието на Бистрица (Алиакмонас) по течението ѝ до Костурското езеро и оттам продължаваща по течението на река Вьоса (Аоос) до нейното устие. Приета е за желана северна граница на Кралство Гърция след избухването на т. нар. Източна криза.
При условията на Източната криза се очертава във външната политика на Кралство Гърция съвсем ясна тенденция на стремеж към запазване на добри отношения с Османската империя - с цел получаване на териториални придобивки по пътя на преговорите и посредством споразумение с великите сили. Най-ревностен поддръжник на тази гръцка външна политика е Харилаос Трикупис, който счита, че Гърция не е подготвена за война и нейната армия не може да води успешни действия срещу османците. При явната подготовка на Руската империя за война срещу Османската, и след провала на Цариградската конференция, Трикупис лично ръководи създаването и организирането на бойни чети за нахлуване на север отвъд гръко-османската граница Арта - Волос, считайки че кралството може да се задоволи с присъединяването на Епир, Тесалия и част от южна Македония. Тази политическа линия се поддържа и от гръцкия крал Георгиос I, който полага според възможностите си максимални усилия за запазване на неутралитета на страната по време на избухналата източна криза. Кралят, подобно на Трикупис, проявява политически реализъм и е готов да я приеме за нова северна граница на Гърция.
Този факт ясно очертава гръцките политически разбирания, касаещи липсата на претенции към Македония в навечерието на Руско-турската освободителна война. Прави впечатление, че в официалната гръцка политика и позиция по това време няма даже и претенция към Солун, но за сметка на това се дири присъединяването към Гърция на цял Епир, включително Вльора. В крайна сметка, ощетената от резултатите в Руско-турската война Гърция, е възнаградена с помощта най-вече на Британската империя през 1881 г. с почти цяла Тесалия (без района на Еласона), както и с Амбракия, част от Епир. Причина за удовлетворяване на тази териториална претенция не е етнографска, а селскостопанска и прозаична - нарастващото гръцко население няма как да се изхранва, без голямата тесалийска равнина да е в обхвата му.